# Instant Replay
Instant Replay — седьмой студийный альбом американской поп-рок-группы The Monkees. Это первый релиз группы, выпущенный после того, как Питер Торк покинул группу. Также это первый альбом, содержащий композиции, незадействованные в телесериале «The Monkees». Пластинка содержала несколько композиций, записанных ещё в 1966 году, но не включённых в предыдущие альбомы.

## Список композиций
| №  | Название                          | Длительность |
| -- | --------------------------------- | ------------ |
| 1. | «Through the Looking Glass»       | 2:43         |
| 2. | «Don't Listen to Linda»           | 2:49         |
| 3. | «I Won't Be the Same Without Her» | 2:42         |
| 4. | «Just a Game»                     | 1:49         |
| 5. | «Me Without You»                  | 2:11         |
| 6. | «Don't Wait for Me»               | 2:36         |

| №   | Название                    | Длительность |
| --- | --------------------------- | ------------ |
| 7.  | «You and I»                 | 2:15         |
| 8.  | «While I Cry»               | 3:01         |
| 9.  | «Tear Drop City»            | 1:59         |
| 10. | «The Girl I Left Behind Me» | 2:43         |
| 11. | «A Man Without a Dream»     | 3:04         |
| 12. | «Shorty Blackwell»          | 5:46         |

## Позиции в чартах
| Страна | Организация      | Позиция |
| ------ | ---------------- | ------- |
| США    | Billboard        | 32      |
| Канада | Canadian Hot 100 | 45      |
| Япония | Oricon           | 26      |